# Amadeus (moderator)
Amedeo Umberto Rita Sebastiani (n. 4 septembrie 1962, Ravenna, Italia), cunoscut ca Amadeus, este un moderator de televiziune italian.